# NGC 1415
NGC 1415 је лентикуларна галаксија у сазвежђу Еридан која се налази на NGC листи објеката дубоког неба.
Деклинација објекта је - 22° 33' 51" а ректасцензија 3h 40m 56,9s. Привидна величина (магнитуда) објекта NGC 1415 износи 11,9 а фотографска магнитуда 12,8. Налази се на удаљености од 17,7000 милиона парсека од Сунца. NGC 1415 је још познат и под ознакама IC 1983, ESO 482-33, MCG -4-9-47, IRAS 03387-2243, AM 0338-224, PGC 13544.